# Anthrax fulvipeda
Anthrax fulvipeda är en tvåvingeart som först beskrevs av Camillo Rondani 1863.  Anthrax fulvipeda ingår i släktet Anthrax och familjen svävflugor. Inga underarter finns listade i Catalogue of Life.